# ATOM (映画)
『ATOM』（アトム、原題：Astro Boy）は、2009年のコンピューターアニメーション映画。手塚治虫の漫画『鉄腕アトム』を原作としている。制作は香港のアニメ会社IMAGI。

## ストーリー
ロボットによって全ての世話をしてくれる夢のような空中都市メトロシティ。そこで生活をしているテンマ博士の息子トビーは、ピースキーパーの実験中の事故によって命を落としてしまう。
悲嘆にくれるテンマ博士はトビーの姿と記憶を持ち、究極のエネルギー『ブルーコア』を搭載した人間にそっくりなロボットを作り上げた。しかし、息子として迎え入れたもののどこか本物とは違うことを痛感したテンマ博士は彼を拒絶してしまう。
自分がロボットであることを知りブルーコアを狙うストーン大統領にも追われ地上へ落ちた彼は、コーラたち地上に住む子供達と出会い「アトム」と名乗り、自分の居場所を探すために彼らと暮らすこととなった。

## 声の出演
アトム / Astro
声 - フレディ・ハイモア（吹き替え：上戸彩）
テンマ博士によってトビーの代わりとして作られたロボット。設定年齢は13歳。ミサイルをベースにトビーのDNA情報とブルーコアを使って作られており、トビーの記憶を持つもののトビーとは異なった純粋な感性を持ちそれゆえテンマ博士に拒絶され、自分の居場所を探すことになる。また色々な防衛システムを内蔵している。
トビー / Toby Tenma
メトロシティに住むテンマの息子。父譲りの天才だったが、ピースキーパーの暴走に巻き込まれ消滅する。
テンマ博士（ビル・テンマ） / Bill Tenma
声 - ニコラス・ケイジ（役所広司）
メトロシティ科学省長官でトビーの父親。トビーを溺愛している優しい父親であるものの仕事が忙しく中々構ってやれないでいる。トビー死後の錯乱でトビーの身代わりロボットを作るもののその違いに気づき一度は拒絶してしまう。
コーラ / Cora
声 - クリスティン・ベル（林原めぐみ）
地上にいる孤児たちのリーダー的存在。メトロシティに生き別れた両親がいる。
お茶の水博士 / Dr. Elefun
声 - ビル・ナイ（西村知道）
科学省のテンマ博士の同僚で、ブルーコアの開発者。アトムを気遣っている。
ストーン大統領 / President Stone
声 - ドナルド・サザーランド（土師孝也）
メトロシティの現大統領。地上と戦争することで支持率を回復しようと考えているため、ブルーコアやレッドコアを軍事利用しようとたくらんでいる。
オリン / Orrin
声 - ユージン・レヴィ（山寺宏一）
テンマ博士の家に仕える猫背なお世話ロボット。家事から運転手までこなすものの少々おしゃべり。
トラッシュ缶 / Trascan
いつもコーラ達といるゴミ箱型の犬のようなロボット。はじめは正体を中々明かさないアトムに反発していたが、一緒に生活するうちに打ち解ける。
ハムエッグ / Hamegg
声 - ネイサン・レイン（内海賢二）
地上で孤児たちの父親代わりをしているロボット修理屋。ロボットバトルの主催もしている。普段は面倒見のいい中年オヤジであるが、ロボットに対しては徹底的な差別主義でアトムがロボットだと知ると躊躇なくロボットバトルに送り込んだ。以前はメトロシティで科学省で働いていたこともある。
ゼイン
声 - モイセス・アリアス（阿部敦）
コーラ達孤児の一人。
ウィジェット
声 - マデリン・キャロル（かないみか）
コーラ達孤児の一人。
スラッジ
声 - スターリング・ボーモン（宮原永海）
コーラ達孤児の一人。
ヒゲおやじ
声 - ライアン・スタイルズ（富田耕生）
トビーのクラスの担任。
ゾグ / ZOG
声 - サミュエル・L・ジャクソン（加瀬康之）
100年前の旧式の大型建設ロボット。放棄されたままであったが、ブルーコアのエネルギーによって復活する。
ピースキーパー / The Peacekeeper
軍用ロボット。レッドコアを取り込み暴走する。適応システムで無機質、有機物問わず吸収してしまう。
R.R.F.（ロボット革命団） / The Robot Revolutionary Front
- スパークス - マット・ルーカス（三木眞一郎）
- ロボツキー - ビル・ナイ（三宅健太）
- フリーザー - デヴィッド・バワーズ（愛河里花子）

ロボットの解放を謳っている3体の地上のポンコツロボット。アトムの名前は彼らが名付けた。
ナレーション
声 - シャーリーズ・セロン (〃)

## 用語
メトロシティ
空に浮かぶ空中都市。ロボットによって何でも世話してくれるものの、すぐに破棄しては地上へと廃棄を続けている。
ブルーコア
流星の破片から生成された、原子力よりも強力で環境汚染の心配が全くない究極の未来型エネルギー。ただし、その副産物として負のエネルギー『レッドコア』も生成される。またブルーコアとレッドコアが合わさると相殺し大爆発を起こす危険性がある。

## 制作・宣伝
2006年9月にイマジ・アニメーション・スタジオにより、『科学忍者隊ガッチャマン』の劇場版と共に製作することが発表された。当初はコリン・ブラディが監督する予定であったが降板し、『鉄腕アトム』ファンを自称するデヴィッド・バワーズに交代した。
日本では、手塚治虫の長男である手塚眞が宣伝プロデューサーを務めている。キャンペーンとして、8つ目の力を募集する「新型アトム開発キャンペーン」も行われた。
音楽監督は企画段階ではYOSHIKIが務める予定だったが、7月に頸椎椎間孔切除手術を受けたため辞退した。
キャラクター、特に主人公であるアトムのデザインについて、生みの親であり「貸し出す」側で半世紀近く維持してきた「鉄腕アトム」のイメージを守りたい手塚側と、全世界特にアメリカでの興行的成功を重視する制作側のアメリカのIMAGIの間ではかなりの意見の相違があり、修正が行われた。
例えば、アトムの服装は原作ではベルト付の海水パンツ状のものと長靴だけが原則で登校シーンなど特別な場面以外では服は着ないが、アメリカではいくら少年がモデルとは言え主人公が常時裸でいるなど考えられず、常に普通の服装となった。
一方で顔の造作は日本側の要請を入れ、原案の尖った三角鼻から原作に近い小さな丸鼻に変更された。

## 評価
日本（『ATOM』）での10月10日-11日の全国週末興行成績は10位、アメリカ（『Astro Boy』）での10月23-25日の推定週末興行成績は6位で興行成績701万7000ドル（約6億5188万円）となった。中国（『阿童木』）では、10月23-25日で約4000万元（約5億2000万円）の興行成績を上げてCGアニメ映画の新記録を更新したと発表されたが、後にこの数字は誇張であり実際は1700万元程度（実際の数字は公表されず）であったことが判明している。
2009年11月11日には第82回アカデミー賞長編アニメ賞候補審査対象に『崖の上のポニョ』などと共に挙げられていた（両作品ともノミネートされず）。
製作予算は当初の予定を大幅に超え、資金調達、増資を度々せざるを得なくなり、2009年1月には資金繰りの悪化も表面化。公開後の2009年12月に発表された2010年3月期第2四半期決算では7億2500万香港ドルを超える最終赤字を計上し、2010年1月にはロサンゼルスの現地法人子会社と支社を閉鎖、およびスタッフの大規模な解雇を行っている。同年2月には米国のスタジオをはじめとする米国の現地法人全てから撤退すると発表。香港のスタジオ業務も閉鎖。これによりイマジグループは、自社によるCGアニメーション制作全てから撤退。
これにより『ATOM』の次回作として、日本のアニメ『科学忍者隊ガッチャマン』を原作に3DCGの大作映画『Gatchaman』の制作を進めていたが今後の行方は不透明となった。

## ゲーム
2009年10月8日に、この映画を原作としたアクションゲームがディースリー・パブリッシャーより発売。機種はPlayStation Portable。
海外では『ASTROBOY THE VIDEO GAME』のタイトルで、PSP他、Wii、PlayStation 2、ニンテンドーDSの4機種から発売されているが日本ではPSP版以外の発売予定はない。